# Liste der Biografien/Cev
Liste der Biografien |
Portal Biografien |
Personensuche
# |
A |
B |
C |
D |
E |
F |
G |
H |
I |
J |
K |
L |
M |
N |
O |
P |
Q |
R |
S |
T |
U |
V |
W |
X |
Y |
Z |
?
 
Ca |
Cb |
Cc |
Ce |
Ch |
Ci |
Cj |
Ck |
Cl |
Cm |
Cn |
Co |
Cr |
Cs |
Ct |
Cu |
Cv |
Cw |
Cy |
Cz
 
Cea |
Ceb |
Cec |
Ced |
Cee |
Cef |
Ceg |
Ceh |
Cei |
Cej |
Cek |
Cel |
Cem |
Cen |
Ceo |
Cep |
Cer |
Ces |
Cet |
Ceu |
Cev |
Cey |
Cez
Die Liste der Biografien führt alle Personen auf, die in der deutschsprachigen Wikipedia einen Artikel haben. Dieses ist eine Teilliste mit 39 Einträgen von Personen, deren Namen mit den Buchstaben „Cev“ beginnt.

## Cev

### Ceva
- Ceva, Francesco Adriano (1580–1655), italienischer Kardinal
- Ceva, Giovanni (1647–1734), italienischer Mathematiker
- Ceva, Tommaso (1648–1737), italienischer Dichter und Mathematiker
- Cévaër, Christian (* 1970), französischer Golfer der European Tour
- Cevahir, Bülent (* 1992), türkischer Fußballspieler
- Cevahir, Hüseyin (1945–1971), türkischer Gründer der Untergrundorganisation Volksbefreiungspartei-Front der Türkei
- Cevallos, José Francisco (* 1971), ecuadorianischer Fußballspieler und Politiker
- Cevallos, José Francisco junior (* 1995), ecuadorianischer Fußballspieler
- Cevallos, Pedro de (1715–1778), spanischer Politiker
- Cevallos, Pedro José (1830–1892), ecuadorianischer Politiker, Präsident von Ecuador
- Cevasco, Adalberto (1946–2025), argentinischer Jazz- und Fusionmusiker (Bass, Komposition)
- Cevasco, José Alberto, argentinischer Fußballspieler und -trainer
- Cevat Şakir (1886–1973), türkischer Dissident, Schriftsteller und JournalistCevat Şakir (1886–1973)

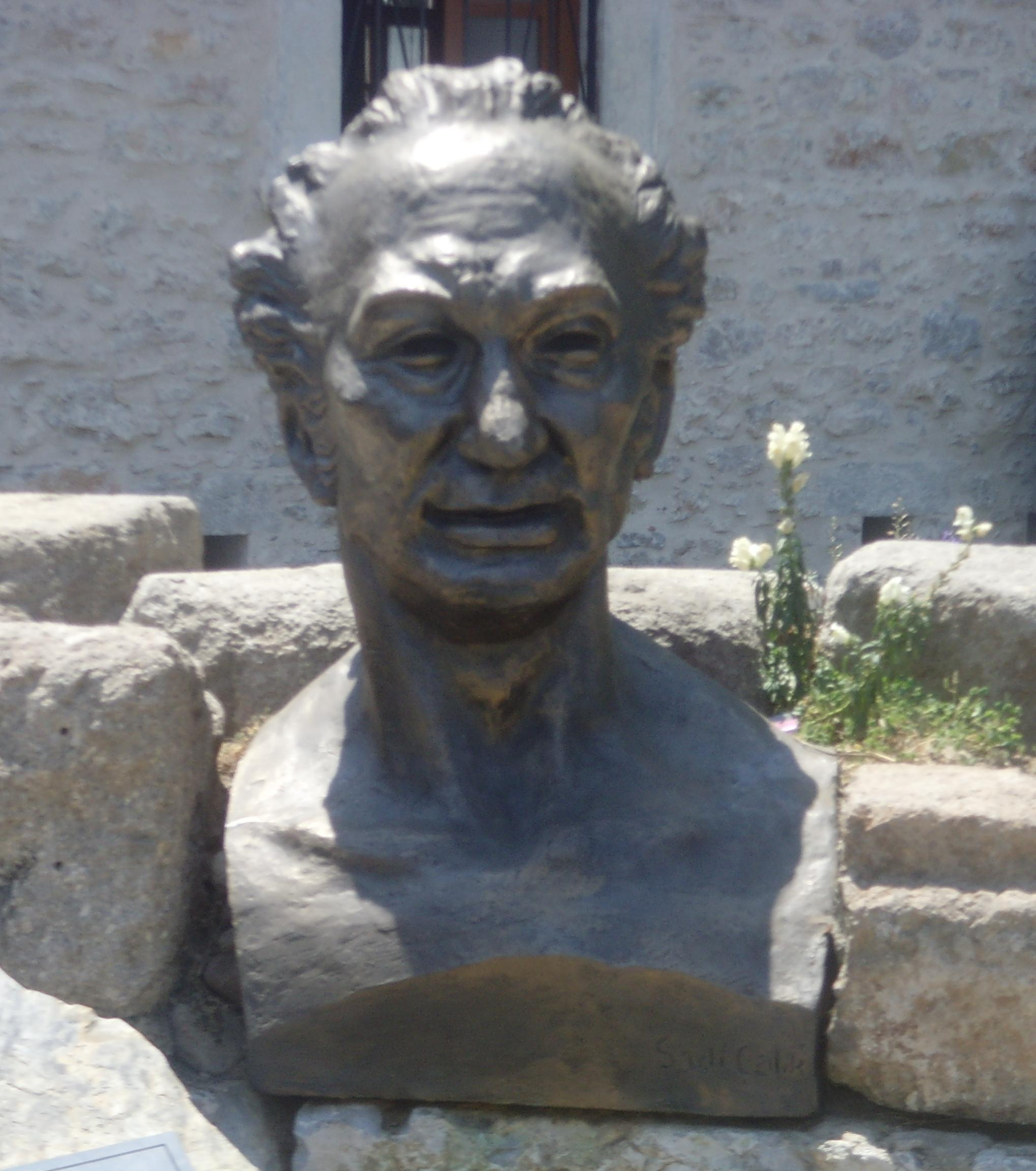
Cevat Şakir (1886–1973)

### Cevc
- Cevc, Gregor (* 1951), slowenisch-deutscher Biophysiker und Professor für Biophysik

### Cevd
- Cevdet Bey (1878–1955), albanischer Gouverneur im Osmanischen Reich
- Cevdet, Abdullah (1869–1932), osmanisch-türkischer Poet, Schriftsteller, Politiker
- Cevdet, Melih (1915–2002), türkischer Schriftsteller

### Ceve
- Cevenini, Alberto († 1975), italienischer Schauspieler mit kurzer Karriere
- Cevenini, Luigi (1895–1968), italienischer Fußballspieler und -trainer
- Cevert, François (1944–1973), französischer AutomobilrennfahrerFrançois Cevert (1944–1973)

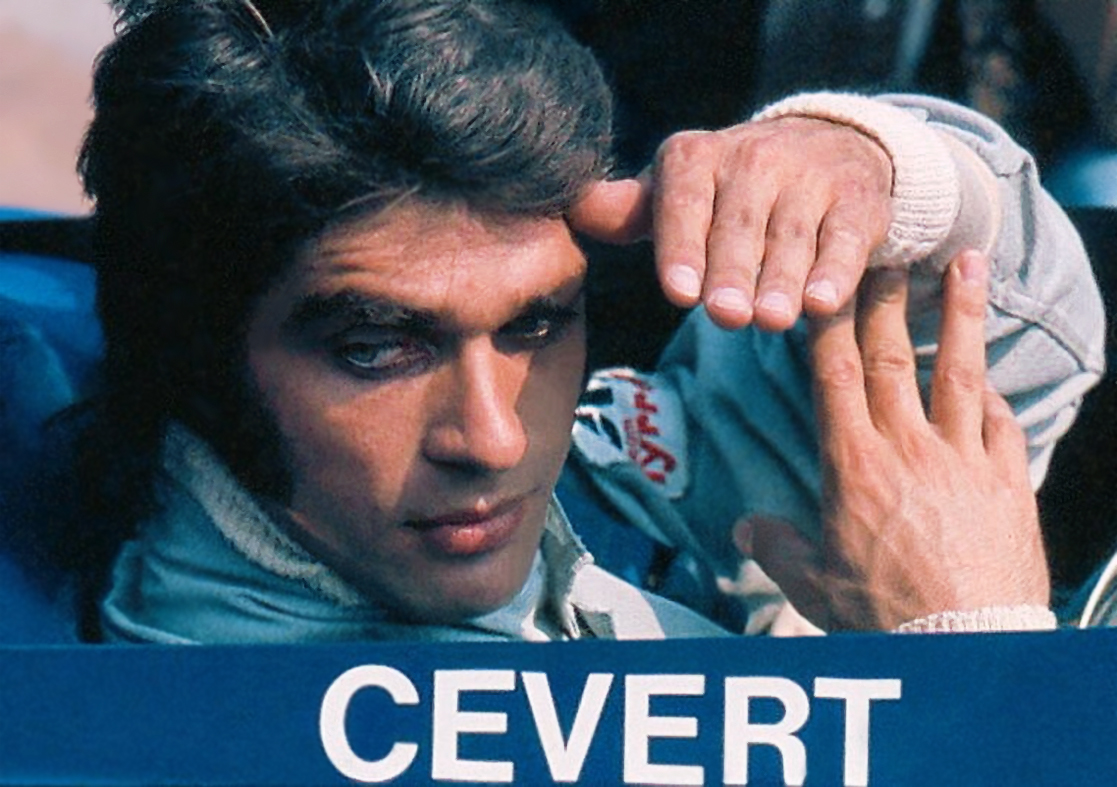
François Cevert (1944–1973)

- Cevey, Jean-Jacques (1928–2014), Schweizer Politiker (FDP)

### Cevi
- Cevic, Chris Ivan, US-amerikanischer Theater- und Filmschauspieler sowie Filmproduzent
- Çevik, Burak (* 1993), türkischer Drehbuchautor, Filmregisseur und Filmproduzent
- Çevik, Hakan (* 1988), türkischer Fußballspieler
- Çevik, İlayda (* 1994), türkische Schauspielerin
- Çevik, Nevzat (* 1962), türkischer Klassischer Archäologe
- Çevik, Özgür (* 1981), türkischer Schauspieler und Sänger
- Çevik, Ramazan (* 1992), belgisch-türkischer Fußballspieler
- Çevik, Tolga (* 1974), türkischer Schauspieler und Komödiant
- Çevik, Zafer (* 1984), türkischer Fußballspieler
- Çeviker, Aykut (* 1990), türkischer Fußballspieler
- Çevikkollu, Fatih (* 1972), deutscher Theater-, Film- und Fernsehschauspieler, Komiker und Kabarettist
- Çevir, Egecan (* 1992), türkischer Fußballspieler
- Ceviz, Mustafa (* 1966), türkischer Fußballspieler
- Ceviz, Savaş, deutscher Filmemacher

### Cevl
- Cevlan, Mustafa (* 1960), türkischer Fußballtorhüter

### Cevo
- Cevolotto, Adriano (* 1958), italienischer Geistlicher, römisch-katholischer Bischof von Piacenza-Bobbio
- Čevona, Václav (1922–2008), tschechoslowakischer Leichtathlet

### Cevr
- Çevrim, Abdullah (1941–2019), türkischer Fußballspieler und -nationalspieler